# موسى كابسالي
موسى بن إلياس كابسالي الإقريطشي (1420-1495) كان ثاني حاخامباشي في الدولة العثمانية.
وُلد عام 1420 في جزيرة إقريطش (كريت) التابعة للبندقية وقتئذ. وغادرها عندما كان شاباً للالتحاق بالمدرسة الدينية في ألمانيا «يشيفا». وَرد ذكره لاحقاً بوصفه حاخام إسلامبول حوالي عام 1450؛ وبَرز في عهد السلطان محمد الفاتح، الذي عينه كبير حاخامات الدولة. كان ظن السلطان حسناً به بحيث خصّص له مقعداً في الديوان الهمايوني بجانب المفتي الأكبر للمسلمين، وفوق البطريرك المسكوني.
تولّى كابسالي عدة مناصب، تضمّنت الإشراف على جمع الجزية المفروضة على اليهود وتعيين الحاخامات وحتى أنه قام بمقام قاضٍ مدني. يُقال بأن السلطان محمد الفاتح كان حاضراً في أحد الأيام وهو متنكرٌ بلباس مدني، بينما كان كابسالي يصدر أحكامه؛ حيث اطمأن إلى نزاهة الحاخام وحياديته في أحكامه. وهو ما كان السبب في الاحترام الذي كان السلطان يكنّه له. يُروى أنَّهُ زيَّن لِلسُلطان بايزيد الثاني الحملة البحريَّة على الأندلس لِإنجاد اليهود والمسلمين الهاربين من بطش الملكين الكاثوليكيين.
توفي كابسالي حوالي سنة 1495 في إسلامبول؛ وخلفه في منصبه إلياس مزراحي.